# Rakuten BIG s
Rakuten BIG s（ラクテン ビッグ エス）は、楽天モバイルが2021年4月21日に発売したAndroid搭載5Gスマートフォンである。

## 概要
楽天モバイルは、2021年4月19日にRakuten Mini、Rakuten BIG、Rakuten Handに続く楽天オリジナルスマートフォンの第4弾として、楽天モバイルオリジナルの5G対応端末で2機種目のRakuten BIG sを発表した。
2021年4月21日から楽天モバイル公式サイトで販売開始、5月中旬以降に順次全国の楽天モバイルショップにて、50,980円（税込）で販売された。

## デザイン

### カラーバリエーション
カラーは「ブラック」、「ホワイト」、「クリムゾンレッド」の3色。
| カラー | カラーネーム     |
| ------ | ---------------- |
|        | ブラック         |
|        | ホワイト         |
|        | クリムゾンレッド |

## 仕様
4×4MIMOに対応し、5G（Sub-6・ミリ波）の通信に対応している。
メインメモリは6GB、内部ストレージは128GBとなっている。
しかし、先行のRakuten BIGと違い、外部ストレージの増設には対応していない。
詳細スペックに関しては、以下「技術仕様」を参照。

## 技術仕様
| スペック                    | スペック              | スペック                               |
| --------------------------- | --------------------- | -------------------------------------- |
| 型番                        | 型番                  | 3917JR                                 |
| 色                          | 色                    | ブラック / ホワイト / クリムゾンレッド |
| 連続待受時間 / 連続通話時間 | LTE                   | 約392時間 / 約20時間                   |
| 連続待受時間 / 連続通話時間 | 3G                    | 約275時間 / 約17.5時間                 |
| 連続待受時間 / 連続通話時間 | GSM                   | 非対応                                 |
| SIM                         | SIM                   | eSIM                                   |
| ワンセグ・フルセグ          | ワンセグ・フルセグ    | 非対応                                 |
| おサイフケータイ・NFC       | おサイフケータイ・NFC | 対応                                   |
| 防水・防塵                  | 防水・防塵            | IPX7 / IP6X                            |
| 耐衝撃                      | 耐衝撃                | 非対応                                 |
| 生体認証                    | 生体認証              | 対応                                   |
| 急速充電                    | 急速充電              | 対応                                   |
| 手振れ補正                  | 手振れ補正            | 非対応                                 |
| GPS                         | GPS                   | 対応                                   |
| USB                         | USB                   | USB Type-C / USB 3.1 (Gen 1)           |